# Boeing 747SP
De Boeing 747SP is een viermotorig widebody straalverkeersvliegtuig van de Amerikaanse vliegtuigfabrikant Boeing, SP staat voor special performance. De Boeing 747SP is een 14,73m kortere versie van de Boeing 747-100, maar heeft een groter vliegbereik. De Boeing 747SP werd ontwikkeld omdat Pan Am en Iran Air een vliegtuig met hoge capaciteit zochten die een groot genoeg vliegbereik had om de routes van New York naar steden in het Midden Oosten en de route Tehran-New York uit te voeren.
Tussen 1974 en 1989 werden er in totaal 45 exemplaren van deze variant van de Boeing 747 gebouwd. Anno 2017 zijn er geen luchtvaartmaatschappijen meer die het type in dienst hebben.

## Klanten
Pan American World Airways kocht tien toestellen waaronder het eerste toestel dat in gebruik werd genomen. South African Airways kocht zes toestellen.

## Huidige Exploitanten
In juni 2020 waren er nog 7 Boeing 747SP's in actieve dienst, nog 18 opgeslagen en 1 bewaard gebleven. In 2016 werd de laatste 747SP in commerciële dienst na 40 jaar door Iran Air uit dienst genomen. Vanaf 2017 worden de meeste van de zes nog in dienst zijnde vliegtuigen gebruikt voor overheids- of VIP-vervoer.
De nu nog actieve SP's:
2 - Pratt & Whitney Canada (gebruikt als testbed voor motoren).
1 - Las Vegas Sands
1 - NASA/DLR (gebruikt als de Stratosferische Sterrenwacht voor Infrarood Astronomie, SOFIA)